# Anton Pfeffer
Anton Pfeffer (Lilienfeld, 1965. augusztus 17. –) válogatott osztrák labdarúgó, edző.

## Pályafutása
1975-ben a Turenitz korosztályos csapatában kezdte a labdarúgást. 1985 és 2000 között az Austria Wien labdarúgója volt, ahol összesen 396 bajnoki mérkőzésen szerepelt és 19 gólt szerzett. Az Austria csapatával négy-négy bajnoki címet és osztrákkupa-győzelmet ért el.
1988 és 1999 között 63 alkalommal szerepelt az osztrák válogatottban és egy gólt szerzett. Részt vett az 1990-es olaszországi és az 1998-as franciaországi világbajnokságon.
2001 augusztusa és decembere között az Austria Wien vezetőedzőjeként tevékenykedett.